# Neuer Kammerchor Berlin
Der Neue Kammerchor Berlin ist ein Kammerchor, der im Oktober 2016 von dem Chorleiter Adrian Emans gegründet wurde. Der Chor profiliert sich insbesondere durch häufige Uraufführungen sowie interdisziplinäre, teils digitale Projekte. Bei nationalen und internationalen Chorwettbewerben wurde der Chor mehrfach ausgezeichnet.

## Geschichte
Der Neue Kammerchor Berlin setzt sich aus jungen ausgebildeten Sängerinnen und Sängern mit langjähriger Chorerfahrung zusammen. Das Repertoire umfasst a-cappella und zum Teil chorsinfonische Literatur von der Renaissance bis zur klassischen Moderne. Der Chor hat zwei CDs veröffentlicht und ist für Konzertreisen nach Südafrika, Tschechien, Polen, Luxemburg und Italien gereist.
Der Chor gibt regelmäßig Uraufführungen zeitgenössischer Komponisten in Auftrag, insbesondere von jungen Personen. Dazu zählen Werke von Nik Bohnenberger, Karin Rehnqvist, Zuzanna Koziej und Justin Lépany.
Im Februar 2020 konzertierte der Chor für das Projekt The Sound of Quentin Tarantino im Gasteig in München mit dem Deutschen Filmorchester Babelsberg unter der Leitung von Christian Schumann, moderiert von Markus Kavka.
Im Rahmen des Musikfest Berlin arbeitete der Chor im September 2021 mit dem Ensemble Modern zusammen und führte unter der Leitung von Catherine Larsen-Maguire in der Berliner Philharmonie die Uraufführung Night Shift – The Rehearsal von Cathy Milliken auf.
Auf Einladung des Konzerthausorchesters Berlin gastierte der Neue Kammerchor Berlin im November 2022 im Rahmen des Festivals Aus den Fugen im Konzerthaus Berlin. Die Aufführung der vierzig-stimmigen Motette Spem in alium von Thomas Tallis wurde in der Berliner Morgenpost positiv rezensiert. Der Journalist Matthias Nöther lobte den Klang „unfasslich vieler Stimmen, der dennoch nicht zu einer amorphen Masse verklebt, sondern die Individualitäten der Singenden in sich bewahrt“.
Im Dezember 2022 führte der Chor im Pfefferberg-Theater das Kinderhörspiel Märchentherapie von Max Urlacher gemeinsam mit dem Autor in einer szenischen Aufführung auf.

### Digitale Produktionen während der Corona-Pandemie
Während der COVID-19-Pandemie veröffentlichte der Chor eine Reihe digitaler Produktionen. Das erste Video #musikverbindet erschien am 21. März 2020 nur fünf Tage nach dem Beschluss des ersten Lockdowns in Deutschland. Laut Berliner Zeitung wurde das Video innerhalb von wenigen Tagen ein „viraler Mega-Erfolg“. Es zeige, wie Chöre auch in Coronazeiten gemeinsam singen können.
Inspiriert von Jacob Colliers IHarmU-Serie führte der Chor im Frühjahr 2020 das virtuelle Chorprojekt #NKCmitDir durch. Der Chor rief Interessierte dazu auf, kurze Videos mit eingesungenen Melodien einzuschicken. Eine Auswahl vertonte der Komponist Nik Bohnenberger anschließend. Die Chorsätze wurden von den Chorsängerinnen und -sängern während des Lockdowns individuell aufgenommen und als Videocollage veröffentlicht.
Unter Berücksichtigung der Abstandsregelungen produzierte der Neue Kammerchor Berlin außerdem Videos zu Daniel Elders Ave Maria sowie dem Stück Gratias agimus tibi aus der H-Moll-Messe von Johann Sebastian Bach.

## Auszeichnungen
Beim 31. internationalen Chorwettbewerb Praga Cantat in der tschechischen Hauptstadt Prag im November 2017 gewann der Neue Kammerchor Berlin das Goldene Band und den zweiten Preis in der Kategorie Gemischte Chöre.
Im Juli 2018 reiste das Ensemble zu den 10. World Choir Games nach Tshwane in Südafrika. Dort wurde der Neue Kammerchor Berlin mit einer Silbermedaille in der Champions Competition ausgezeichnet.
Im Rahmen des Claudio Monteverdi International Choral Festival and Competition im Oktober 2019 in Venedig (Italien) gewann der Neue Kammerchor Berlin die ersten Plätze in den Kategorien Musica Sacra und Cori dei Adulti sowie den Grand Prix als Gesamtpreis des internationalen Chorwettbewerbs.
Im April 2022 war der Neue Kammerchor Berlin unter den acht Gewinnern des vom Musikmagazin concerti ausgelobten Fotowettbewerbs Jahr der Chöre 2022 und war auf dem Cover der Mai-Ausgabe 2022 abgebildet.
Auf dem Deutschen Chorfest im Mai 2022 in Leipzig gewann der Chor sowohl in der Kategorie Zeitgenössische Chormusik als auch in der Kategorie Romantik weltlich den ersten Preis sowie einen Sonderpreis als „Chor mit besonders herausragenden Leistungen“, der mit einer dreitägigen CD-Produktion durch das auf Chormusik spezialisierte Label Rondeau Production dotiert ist.
Im Rahmen des vom Landesmusikrat Berlin veranstalteten Berliner Chortreffs im Juni 2022 nahm der Neue Kammerchor Berlin „mit hervorragendem Erfolg“ am Wettbewerb in der Kategorie A.1 (Gemischte Kammerchöre) teil und erhielt eine Weiterleitung zum Deutschen Chorwettbewerb 2023 in Hannover. Außerdem gewann der Chor einen Sonderpreis für die beste Interpretation eines Chorwerkes eines polnischen Komponisten.